# Actinote guatemalena veraecrucis
Actinote guatemalena veraecrucis es una subespecie de Actinote guatemalena, mariposa de la familia Nymphalidae.

## Descripción
Antenas, cabeza, tórax y abdomen son de color negro.  Margen costal del ala anterior ligeramente convexo, ápice redondo, margen externo ligeramente curvo, margen anal o interno ligeramente convexo. El color de fondo de las alas anteriores es café-oscuro. En la célula discal tiene dos manchas amarillas: una en forma de línea y otra ovalada. Por la región postdiscal cuatro manchas oblicuas de color amarillo entre las celdas R5-M1, M1-M2, M2-M3 y M3-Cu1. En la celda Cu1-Cu2 algunas escamas amarillas. Y en la celda Cu2-A2 una mancha que inicia desde la región postbasal y termina en la región postdiscal. En esta misma celda presenta algunas escamas cerca del torno por la región submarginal. Las alas posteriores en su vista dorsal son del mismo color café-oscuro. En la región marginal y submarginal no presenta manchas, esta región es de color café oscuro.  Desde la región basal a la región postdiscal entre margen anal a interno presenta coloración amarilla las venas son de color café. Las figuras que se forman en cada celda son abiertas en su lado más externo; no el caso de la célula discal que es cerrada, con una línea café en el centro. Ventralmente tiene el mismo patrón de figuras pero las alas son translucidas y brillantes.  Las antenas, cabeza y tórax y abdomen son de color negro.

## Distribución
Sureste de México en los estados de Oaxaca, Chiapas, Tabasco, Veracruz, Tamaulipas.

## Hábitat
Se ha reportado en Chalchijapa, Oaxaca; Tabasco, región de los Tuxtlas.  El tipo de vegetación es Selva Alta Perennifolia.

## Estado de conservación
No está enlistada en la NOM-059, ni tampoco evaluada por la UICN. 